# Albești, Iași
Albești este un sat în comuna Brăești din județul Iași, Moldova, România.